# Липчены
Липчены, Липчень (рум. Lipceni) — село в Резинском районе Молдавии. Относится к сёлам, не образующим коммуну.

## География
Село расположено на высоте 170 метров над уровнем моря.

## Население
По данным переписи населения 2004 года, в селе Липчень проживает 641 человек (317 мужчин, 324 женщины).
Этнический состав села:
| Национальность | Число жителей | Процентный состав |
| -------------- | ------------- | ----------------- |
| молдаване      | 633           | 98,75             |
| украинцы       | 4             | 0,62              |
| румыны         | 2             | 0,31              |
| русские        | 1             | 0,16              |
| болгары        | 1             | 0,16              |
| Всего          | 641           | 100 %             |

## Известные уроженцы
- Ботнару, Фёдор Леонтьевич (1935—2017) — молдавский генерал, министр безопасности Молдавии в 1990—1991 и 1997—1999 гг.